# Лъка (дем Хрупища)
Вижте пояснителната страница за други значения на Лъка.
Лъ̀ка, още Лъ̀нка или Лъ̀нга (изписване до 1945 година: Лѫка; на гръцки: Λάγκα, Ланка), е село в Егейска Македония, Гърция, дем Хрупища, област Западна Македония.

## География
Селото се намира на 25 километра югозападно от демовия център Хрупища (Аргос Орестико), на 1040 m надморска височина в северните поли на планината Одре (Одрия).

## История

### В Османската империя
Любезни Ламгьоти, Видилущени и Цукалохорити,
Чрезъ настоящето Ви съобщавамъ следното: Македонскиятъ комитетъ, който действува за освобождението на на нещестнитѣ християнски народности, които петь вѣка сѫ роби на турцитѣ, има повече отъ 6 години какъ работи вече въ съседнитѣ вамъ села безъ да Ви причини никакво зло, нито пъкъ се е отнесълъ къмъ васъ за подкрепа и помощь.
Известно Ви е, че ние се биемъ за свободата на всички народности, които населяватъ тая страна, Македония, безъ разлика дали тѣ сѫ българи, гърци или власи, защото всички сме подъ една и сѫща тирания. Напоследъкъ се явиха въ страната смесени гърко-турски чети, чиято цель е да подпомогнатъ турската власть, за да може да ни държи още подъ нейното иго. Жално е, че и Вий давате подслонъ и помощь на тия чети и съ това ставате причина да ce нанасятъ загуби въ съседнитѣ български села. Ако все така продължавате да работите и действувате, В. М. О. Р. О. ще бѫде заставена да вземе предпазителни мѣрки спрѣмо Васъ, като постѫпи съгласно нейнитѣ статути и закони, които сѫ строги и немилостни за всички неприятели отъ кѫдето и да произхождатъ тѣ. 
Прочее, помислете си и поправете се: не сте вие, които не знаете нашитѣ цели и намѣрения. На васъ е добре известно, че за добритѣ хора сме добри, но за лошитѣ ставаме по-зли. Преценете това, което ви съветватъ и препорѫчватъ вашитѣ началници и войводи отъ гръцкия комитетъ и го съпоставете съ това, което ний вършимъ; заключението е явно, че тѣ желаятъ да ви държатъ още подъ турското робство. 
Вижте какъ следъ нашитѣ героични подвизи Европа сериозно се заинтересува за Македонския въпросъ и не ще бѫде далечъ деньтъ, когато ще можемъ да заживѣемъ свободно въ милата ни татковина и Вий тогава ще скърбите и ще съжалявате подобно на Юда, но ще бѫде вече късно.
Съ поздравъ отъ Рѫководното тѣло на Костенарията.
Началник - Костандо. Войвода - К. Шкуртов
Костенария
1 януария 1905 г.
В XV век в Лънка са отбелязани поименно 54 глави на домакинства. В османските данъчни регистри от средата на XV век Лънга е споменато с 27 глави на семейства и един неженен: Кузман, Никола, Димитри, Мануил, Янос, Яно, Койо, Димо, Гюрко, Добри, Михал, Яно, Стайко, Коста, Яно, Добри, Димос, Драгия, Ахил, Яно, Андрия, Гюрко, Черп (?), Никола, Димо, свещеникът Никола, Стамат и Нихо, и двете вдовици Кала и Евдокия. Общият приход за империята от селото е 2366 акчета.
В края на XIX век Лъка е гръцко качаунско село в Костурска каза на Османската империя. Според статистиката на Васил Кънчов („Македония. Етнография и статистика“) в 1900 година Лянга (Лѫка) има 850 жители българи. На Етнографската карта на Битолския вилает на Картографския институт в София от 1901 година Лак е чисто българско село в Костурската каза на Корчанския санджак със 110 къщи. По данни на секретаря на Българската екзархия Димитър Мишев („La Macédoine et sa Population Chrétienne“) в 1905 година в Лъка има 800 българи екзархисти.
Според Тодор Симовски тези статистики са грешни и селото е населено от гърци качауни.
Гръцки статистики от 1905 година показват Лъка като село с 300 жители гърци.
Според Георги Константинов Бистрицки Лънга (Лѫка) преди Балканската война има 40 гръцки къщи, а според Георги Христов и 1 куцовлашка.
Според Георгиос Панайотидис, учител в Цотилската гимназия в 1910 година в Ланга (Λάγγα) има 60 елинофонски семейства, които поради местоположението на селото участват активно в Македонската борба.
На етническата карта на Костурското братство в София от 1940 година, към 1912 година Лънка е обозначено като гръцко селище.

### В Гърция
През войната селото е окупирано от гръцки части и остава в Гърция след Междусъюзническата война.
В селото има две църкви – „Свети Николай“ от 1864 година и „Свети Атанасий“, построена преди да се заселят днешните жители, изселници от Епир. И в двете има запазени ценни икони.
| Име      | Име       | Ново име  | Ново име  | Описание                               |
| -------- | --------- | --------- | --------- | -------------------------------------- |
| Църноки  | Τσαρνόκι  | Анилио    | Ἀνήλιο    | местност Ю от Лъка                     |
| Глозидон | Γκλόζιδον | Ливадия   | Λιβάδια   | местност З от Лъка                     |
| Чалма    | Τσάλμα    | Корфица   | Κορφίτσα  | връх в Горуша (1241 m), СИ над Личотер |
| Галешово | Γκαλέσοβο | Ласпорема | Λασπόρεμα | река в Одре                            |

| Година    | 1913 | 1920 | 1928 | 1940 | 1951 | 1961 | 1971 | 1981 | 1991 | 2001 | 2011 | 2021 |
| --------- | ---- | ---- | ---- | ---- | ---- | ---- | ---- | ---- | ---- | ---- | ---- | ---- |
| Население | 473  | 416  | 329  | 561  | 361  | 241  | 78   | 88   | 150  | 110  | 41   | 14   |

## Личности
Родени в Лъка
- Андреас Папатанасис (Ανδρέας Παπαθανάσης), гръцки андартски деец, агент от III ред[17]
- Василиос Лангурас (Βασίλειος Λάγκουρας), гръцки андартски деец, агент от III ред[17]
- Георгиос Кициу (Γεώργιος Κίτσιου), гръцки андартски деец, агент от III ред[17]
- Георгиос Кицос (Γεώργιος Κίτσος), гръцки андартски деец, четник[17]
- Димитра Зису (Δήμητρα Ζήσου), гръцка андартска деятелка, агент от II ред, арестувана в 1905 година по обвинение, че крие бунтовници[17]
- Димитриос Премотис (Δημήτριος Πρεμότης), гръцки андартски деец, агент от II ред[17]
- Зисис Кициу (Ζήσης Κίτσιου), гръцки андартски деец, агент от III ред[17]
- Константинос Сидерис (Κωνσταντίνος Σιδέρης), гръцки андартски деец, агент от III ред[17]
- Константинос Сотириу (Κωνσταντίνος Σωτηρίου), гръцки андартски деец, агент от III ред[17]
- Папагеоргис (Παπαγιώργης), гръцки андартски деец, агент от III ред[17]
- Пасаянис (Πασαγιάννης), гръцки андартски деец, агент от III ред[17]
- Пасхалис Евангелопулос (Πασχάλης Ευαγγελόπουλος), гръцки андартски деец, агент от III ред при Илияс Делиянакис, взел участие в нападенията над българските села Осничани, Мангила, Долени[18]
- Ставрос Самарас (Σταύρος Σαμαράς), гръцки андартски деец, агент от III ред[17]
- Христос Лельос (Χρήστος Λέλλιος), гръцки андартски деец, агент от I ред, член е на местния революционен комитет и участва с четата на Георгиос Цондос в нападенията на българското село Езерец, в 1905 година е осъден на три години за укриване на андарти[17]
- Христос Панайоту (Χρήστος Παναγιώτου), гръцки андартски деец, агент от III ред[17]